# Neopachygaster biafra
Neopachygaster biafra är en tvåvingeart som beskrevs av Lindner 1972. Neopachygaster biafra ingår i släktet Neopachygaster och familjen vapenflugor.
Artens utbredningsområde är Nigeria. Inga underarter finns listade i Catalogue of Life.